# 越南人民军第320师
越南人民軍第320師，又名平原師，是越南人民軍陸軍的一支師，屬於第三軍。1951年1月16日成立於寧平省儒關縣蒙羅林區（越南语：／）。

## 歷史
第320師1951年1月16日成立於寧平省儒關縣蒙羅林區，代號爲“平原大團”（越南语：／）。